# Mahensia seychellarum
Mahensia seychellarum är en fjärilsart som beskrevs av Freyer 1912. Mahensia seychellarum ingår i släktet Mahensia och familjen björnspinnare. Inga underarter finns listade i Catalogue of Life.